# La Hacienda Santa Fe
La Hacienda Santa Fe är en ort i Mexiko.   Den ligger i kommunen Ajuchitlán del Progreso och delstaten Guerrero, i den södra delen av landet, 220 km sydväst om huvudstaden Mexico City. La Hacienda Santa Fe ligger 497 meter över havet och antalet invånare är 265.
Terrängen runt La Hacienda Santa Fe är huvudsakligen kuperad. La Hacienda Santa Fe ligger nere i en dal. Runt La Hacienda Santa Fe är det ganska glesbefolkat, med 21 invånare per kvadratkilometer. Närmaste större samhälle är Coyol, 17,0 km nordväst om La Hacienda Santa Fe. I omgivningarna runt La Hacienda Santa Fe växer huvudsakligen savannskog.